# Catolicismo no Afeganistão
A Igreja Católica no Afeganistão é parte da Igreja Católica universal, em comunhão com a liderança espiritual do Papa, em Roma, e da Santa Sé. A liberdade de religião tem sido difícil de se obter nos últimos tempos, especialmente sob o regime talibã, enquanto que a organização Portas Abertas considera que é impossível viver abertamente como cristão no Afeganistão, já que deixar o islã é considerado vergonhoso, e os cristãos convertidos ex-muçulmanos que acabam por ser descobertos têm de fugir do país ou são mortos. O país é considerado pela Portas Abertas como o segundo que mais persegue os cristãos, perdendo apenas para a Coreia do Norte.  Há pouquíssimos católicos neste país de maioria muçulmana, cerca de 200, que costumavam participar da missa na única capela que há no território afegão, localizada na embaixada italiana em Cabul, mas que atualmente encontra-se fechada após a ofensiva talibã no Afeganistão em 2021 e a tomada de Cabul. A situação religiosa afegã não é apenas difícil para os católicos, mas também para os outros cristãos e para todos os outros grupos religiosos não sunitas. Até mesmo os muçulmanos xiitas são discriminados pelo grupo majoritário — os sunitas. Certas organizações missionárias cristãs afirmam que pequenas igrejas subterrâneas podem ser encontradas em todo o país, cada uma com menos de 10 membros. Os homens muçulmanos apóstatas são levados à pena de morte e as mulheres devem ser mantidas em cativeiro e espancadas de três em três dias até se arrependerem e regressarem ao islamismo. O Igreja Católica afegã não está sob a supervisão de nenhuma conferência episcopal e nem de um núncio apostólico.

## História

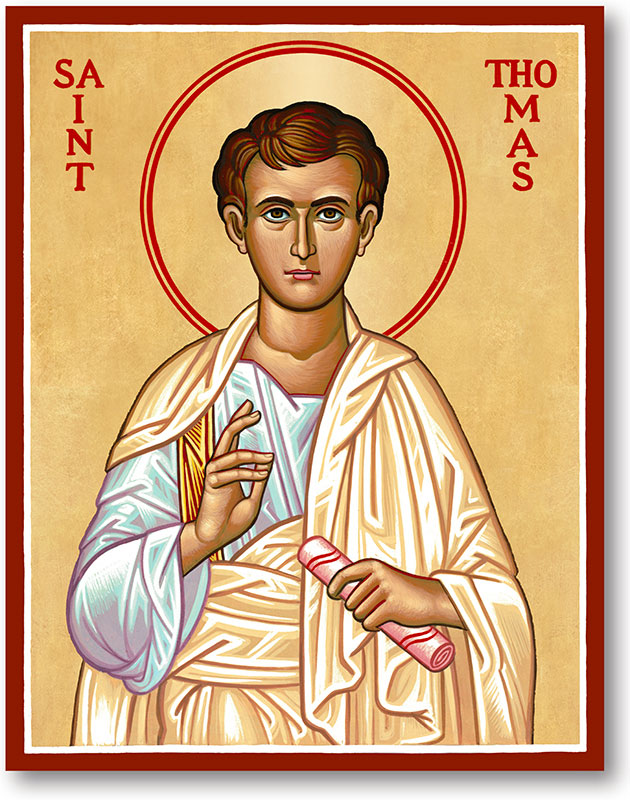
São Tomé Apóstolo teria sido o primeiro evangelizador da região onde hoje está o território do Afeganistão.

### Cristianismo primitivo
De acordo com o evangelho apócrifo de Tomé e outros documentos antigos, São Tomé pregou na Báctria, que é hoje o norte do Afeganistão. Devido a isso, São Tomé é considerado o santo padroeiro do Afeganistão. Eis o que a Enciclopédia Católica diz a respeito desse assunto:
Citação: Ao chegar à Índia, Tomé comprometeu-se a construir um palácio para o [rei] Gundafor, mas gastou o dinheiro que lhe fora confiado com os pobres. Gundafor o aprisionou, mas o apóstolo escapou milagrosamente e Gundafor foi convertido.
É certamente um fato notável que, por volta do ano 46, um rei estava reinando sobre aquela parte da Ásia ao sul do Himalaia agora representada pelo Afeganistão… Isso nós sabemos tanto pela descoberta de moedas, algumas com lendas gregas, outras do tipo indiano com as lendas em um dialeto indiano. Apesar de diversas variações menores, a identidade do nome com o Gundafor da “Acta Thomae” é inconfundível e dificilmente contestada.
Também há a tradição que diz que, além de Tomé, outro apóstolo que teria pregado na região foi São Bartolomeu, quando estava a caminho das Índias.

### Idade Média
Os nestorianos implantaram o cristianismo na área, e houve nove bispos e dioceses na região, incluindo Herat (424-1310 —com interrupções), Farah (544-1057), Candaar e Balkh. Esta organização nestoriana foi destruída por invasões muçulmanas no século VII, e com o tempo desapareceram, embora o território não tenha sido substancialmente controlado pelos muçulmanos até aos séculos IX e X.  No século XIII, um governante cristão teria se convertido ao islã e ganhando também o título de sultão, levando a um declínio do cristianismo, a ponto de quase ser extinto completamente pelo reinado de Timur, em 1405. Em 1581 e 1582, os jesuítas e o português Bento de Góis foram calorosamente recebidos pelo Imperador Akbar, mas não houve presença duradoura dessa ordem no país. A região de Bactro, ao norte afegão, serviu como um importante centro missionário de onde os cristãos de rito siríaco espalharam a fé até a China. Missionários jesuítas tentaram mais uma vez viajar a Cabul no século XVII, mas o número de conversões foi pequeno.

### Século XX
A Itália foi o primeiro país a reconhecer a independência do Afeganistão em 1919, e o governo afegão perguntou como poderia agradecer por isso. Roma solicitou o direito de construir uma capela, que estava sendo solicitada por estrangeiros que viviam na capital afegã. Uma cláusula que dá a Itália o direito de construir uma capela em sua embaixada foi incluída no tratado ítalo-afegão de 1921, e nesse mesmo ano os barnabitas chegaram para começar o trabalho pastoral. Porém, esse trabalho só começou verdadeiramente em 1933, quando a capela começou a ser construída. Na época, um padre barnabita foi designado para residir na capital afegã e dirigir a capela. Na década de 1950, foi terminada sua construção.
O Papa João Paulo II pediu uma solução para a invasão soviética do Afeganistão na década de 1980. De 1990 a 1994, Giuseppe Moretti era o único padre no Afeganistão, mas ele foi forçado a sair e voltar à Itália em 1994, depois de ser atingido por estilhaços. Após seu tratamento médico, o sacerdote barnabita regressou ao território afegão. Depois de 1994, apenas as Irmãzinhas de Jesus foram autorizadas a permanecer no Afeganistão, porque estavam lá desde 1955 e tiveram seu trabalho reconhecido. Contudo, os talibãs chegaram ao poder, mas foram derrotados pela invasão norte-americana em 2001. Por causa desta invasão, o Padre Moretti novamente foi forçado a fugir, mas retornou mais tarde, quando os talibãs foram derrotados.

## Atualmente

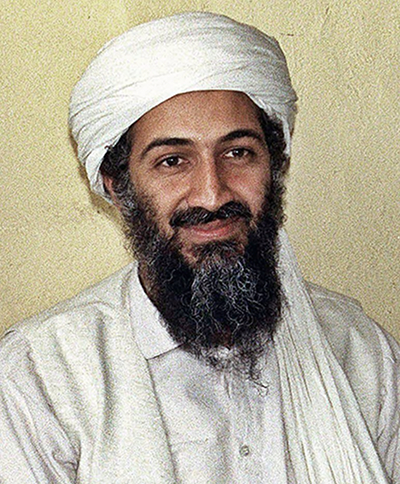
O terrorista Osama bin Laden foi o responsável pelos atentados de 11 de setembro.

Depois que os fundamentalistas islâmicos assumiram o controle do governo no final do século XX, os missionários cristãos foram proibidos de fazer proselitismo, e sua presença no Afeganistão apenas continuou a ser tolerada por causa da ajuda humanitária oferecida. Embora os capelães católicos do Paquistão visitassem regularmente o vizinho, seu objetivo era apenas ministrar aos poucos católicos não residentes que viviam no país enquanto se dedicavam ao trabalho técnico. Em 1999, os não-muçulmanos foram obrigados pelo Talibã a marcar suas casas com um pano amarelo colocado no telhado e a se identificar com roupas amarelas para que pudessem ser evitados pelos muçulmanos. Já em janeiro de 2001, o líder do governo do Talibã, mulá Mohammed Omar, anunciou que a conversão ao cristianismo era punível com a morte, como reação do governo aos relatos de que trabalhadores humanitários haviam se envolvido em atividades missionárias "proibidas pela lei afegã". Líderes da Igreja de todo o mundo ficaram alarmados não apenas com a falta de liberdade religiosa no Afeganistão, mas também com a crescente repressão de todos os cidadãos afegãos, e em particular das mulheres, que estavam sendo gradualmente excluídas da vida pública. Em resposta, em fevereiro daquele mesmo ano, o Papa João Paulo II citou a "grave crise humanitária" que estava ocorrendo no Afeganistão e encorajou as organizações de direitos humanos a continuarem suas tentativas de ajudar o povo afegão. Mas, ainda em 2001, no mês de agosto, oito trabalhadores humanitários cristãos foram acusados pelo regime talibã de espalhar o cristianismo no país fundamentalista e acabaram presos.

### 11 de setembro e invasão

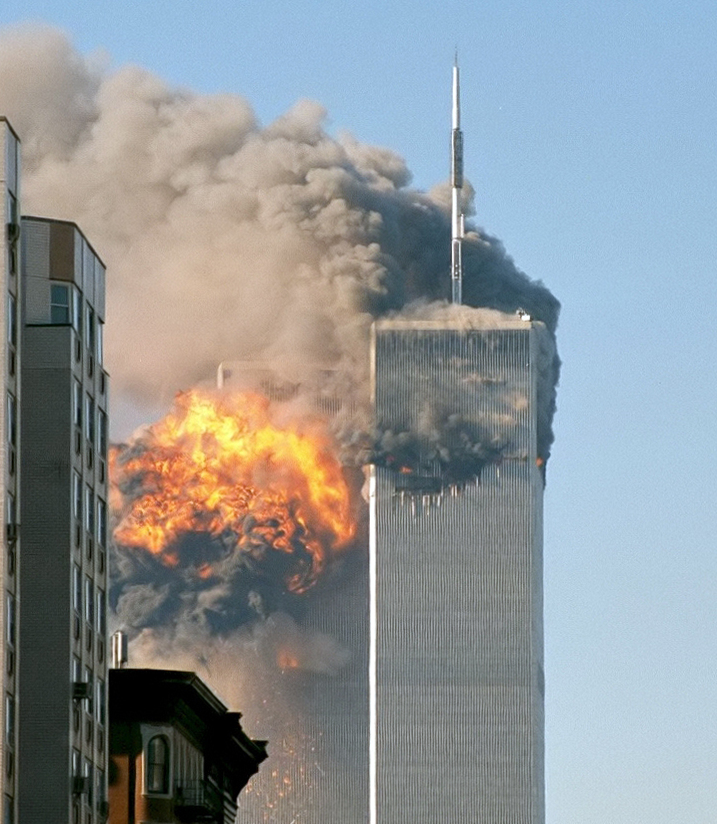
Colisão do voo 175 da United Airlines contra a Torre Sul do World Trade Center.

Após os ataques de 11 de setembro, quando o governo dos Estados Unidos e diversos aliados decidiram atacar o Afeganistão para capturar o terrorista Osama bin Laden, a Catholic Relief Services enviou alimentos, vestuário e roupa de cama para os refugiados. Eles também enviaram material escolar para que as crianças retornassem à escola.
A primeira missa em 9 anos foi celebrada em 27 de janeiro de 2002 para os membros da Força de Segurança Internacional e vários membros de agências estrangeiras. Em 16 de maio de 2002, uma missão sui iuris foi criada englobando todo o território do país. Projetos da nova missão incluem uma "escola de paz" para 500 alunos, que será operada segundo "normas europeias". Três freiras também trabalhavam com deficientes mentais em Cabul: como por exemplo, elas ensinam às pessoas com paralisia cerebral como ir ao banheiro e como comer sozinhos. A pequena comunidade passou por um período de crise durante o sequestro de Clementina Cantoni, da Care International, por quatro homens armados em Cabul quando se dirigia a seu carro em 17 de maio de 2005. Em 2004, as Missionárias da Caridade chegaram em Cabul para desenvolver trabalho humanitário, e tiveram sua casa abençoada em 9 de maio de 2006, e começaram a adotar crianças de rua. Houve temores de que o hábito azul e branco iria fazê-las se destacarem e serem perseguidas pelos muçulmanos, mas geralmente são respeitadas. O Serviço Jesuíta aos Refugiados também se juntou ao crescente número de ordens religiosas no país. Os jesuítas também abriram uma escola técnica em Herat para 500 alunos, incluindo 120 meninas.
Esforços para iniciar o diálogo inter-religioso entre o Vaticano e o Supremo Tribunal afegão vinham ocorrendo. O mulá Faisal Ahmad Shinwari participou da inauguração da nova missão e manifestou o desejo de se encontrar com o Papa.
A comunidade católica no Afeganistão é formada principalmente por estrangeiros, não havendo afegãos atualmente a fazerem parte da Igreja, principalmente devido à pressão social e legal para não se converterem a religiões não islâmicas. Alguns afegãos se converteram no estrangeiro, mas mantêm segredo quando regressam ao seu país, tentando assim evitar problemas que afetaram, por exemplo, Abdul Rahman. Apesar disso, a comunidade cresceu de apenas algumas freiras a cerca de 100 pessoas em uma missa dominical.
As relações com o novo governo democrático do Afeganistão vinham sendo positivas: o presidente Hamid Karzai esteve presente no funeral do Papa São João Paulo II e felicitou o Papa Bento XVI pela sua eleição. O Núncio Apostólico do Paquistão visitou o Afeganistão em 2005 e realizou uma missa na capela da Embaixada italiana para uma grande multidão. Os católicos têm a esperança de que uma igreja católica aberta ao público afegão e laços diplomáticos oficiais entre a Santa Sé e o Afeganistão serão possíveis no futuro. Após 2015, quando o Papa Francisco nomeou o padre Giovanni Scalese como líder da missão sui iuris, ele sempre teve a esperança de um futuro de paz para o Afeganistão:
| “ | Esta árvore quer ser o ramo de oliveira no bico da pomba: o anúncio do fim do período das trevas e o início de um período luminoso na história do Afeganistão. Por isso a chamaremos Oliveira da paz. [...]. Esperamos que se realize verdadeiramente a profecia de Isaías: 'Devem fundir suas espadas, para fazer bicos de arado, fundir as lanças, para delas fazer foices. Nenhuma nação pegará em armas contra a outra e nunca mais se treinarão para a guerra' (Is 2, 4). | ” |
|   | — Giovanni Scalese, padre católico do Afeganistão, na missa de Domingo de Ramos na capela da Embaixada italiana em Cabul. |   |

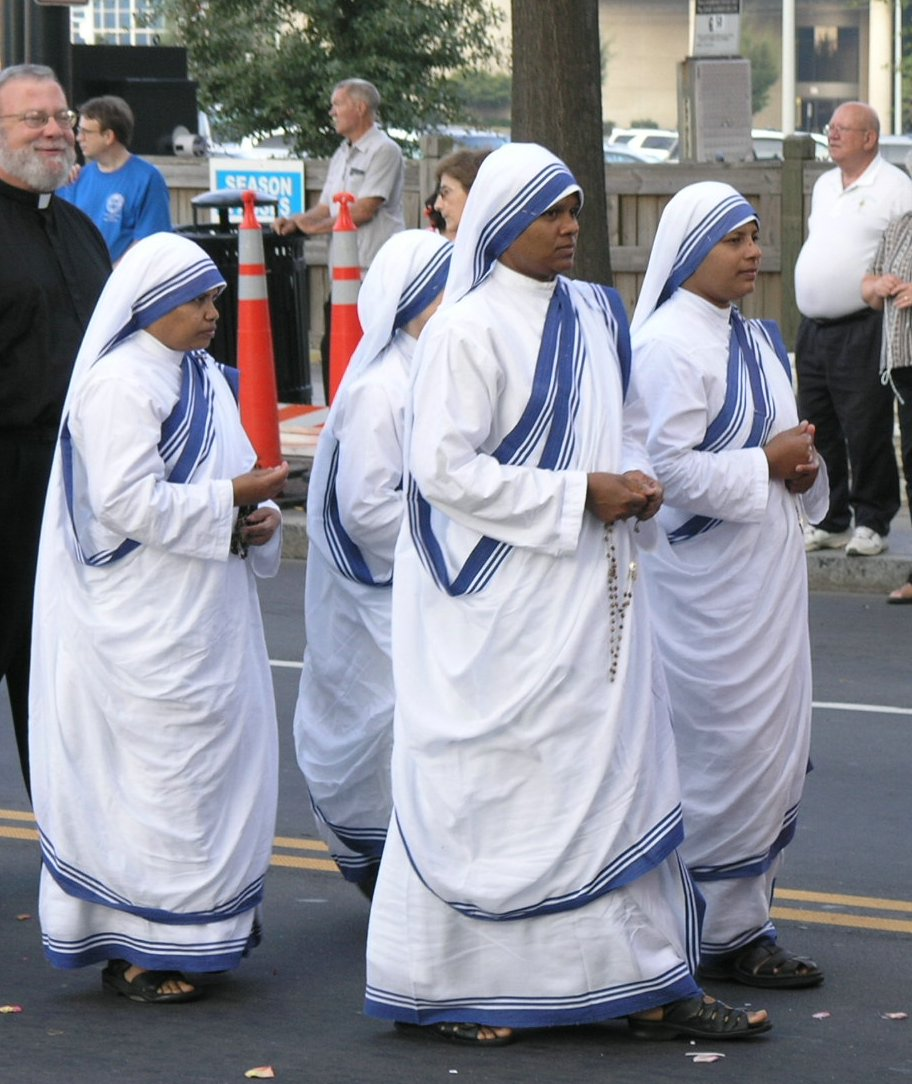
Missionárias da Caridade usando o tradicional hábito azul e branco.

A Capela Nossa Senhora da Divina Providência foi fechada, juntamente com a embaixada italiana devido à pandemia de COVID-19. O padre responsável pelo local, Giovanni Scalese, afirmou que continuou a celebrar as eucaristias lá a portas fechadas. A maioria dos católicos deixou o Afeganistão ao início da pandemia.
As ordens religiosas presentes até aquele momento no país eram:
- Os jesuítas, com o seu Serviço dos Refugiados Jesuítas, envolvidos no campo da educação[34]
- As Missionárias da Caridade, que administravam um orfanato para crianças abandonadas e davam assistência a cerca de 400 famílias pobres[34]
- A comunidade intercongregacional Pro Bambini of Kabul, que tem uma pequena escola para crianças com deficiências mentais leves, por exemplo, com síndrome de Down e outras, como preparação para a escola primária, apoiada por uma organização italiana sem fins lucrativos. Foi fundada em 2001 em resposta a um apelo do Papa São João Paulo II, que disse em sua mensagem de Natal naquele ano: "Salvem as crianças de Cabul". À época, o padre responsável pelo projeto, Giancarlo Pravettoni, contou com a ajuda de 14 ordens religiosas masculinas para alcançar o objetivo.[34][36]

Em junho de 2014, o padre Alexis Prem Kumar, sacerdote jesuíta indiano, foi sequestrado por milicianos talibãs quando visitava uma escola na província de Herat, e só foi libertado em fevereiro de 2015. Em 2017, o padre responsável pela missão sui iuris, Giovanni Scalese, consagrou o Afeganistão a Nossa Senhora de Fátima e ao Imaculado Coração de Maria. Ele afirma ter feito isso pela "deterioração da situação" do país.

### Retomada do Talibã

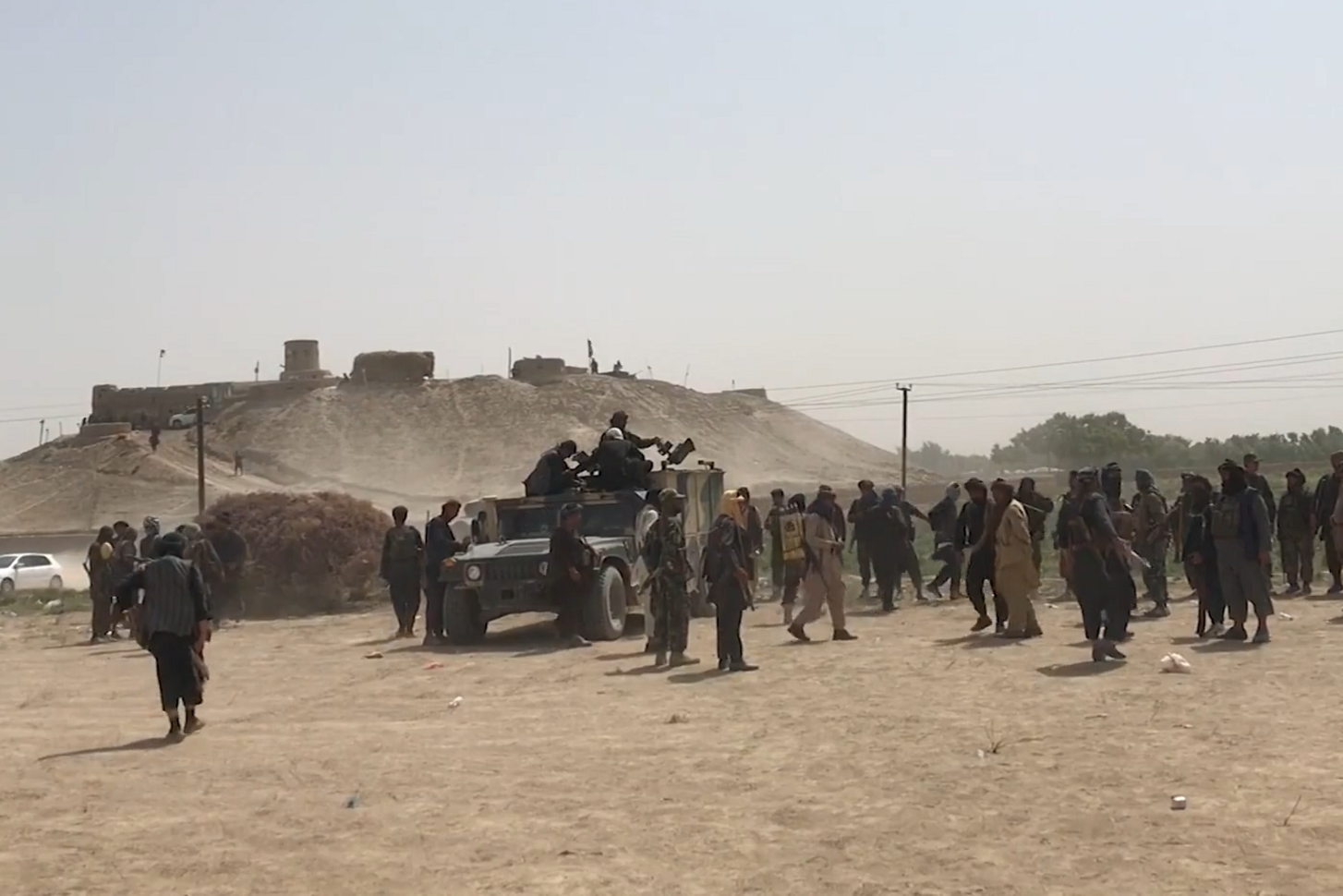
Forças do governo afegão na província de Josjã.

Durante a ofensiva talibã de 2021, o grupo fundamentalista tomou todas as grandes cidades do país, sendo a última delas a capital, Cabul. Os serviços secretos norte-americanos previam esse evento em um período de três meses a partir da retirada de suas tropas do país. Enquanto isso, o presidente Ashraf Ghani teve de fugir do território afegão. Os fatos que se foram decorrendo geraram reações em todo o mundo, incluindo do Papa Francisco, que apelou à paz e ao diálogo entre as partes envolvidas, e afirmando que só dessa forma o povo afegão poderá viver em segurança.
| “ | Peço-lhes que rezem comigo ao Deus da paz para que cesse o barulho das armas e as soluções possam ser encontradas na mesa do diálogo. Somente assim a martirizada população daquele país – homens, mulheres, idosos e crianças – poderá voltar para suas casas e viver em paz e segurança no pleno respeito mútuo. | ” |
|   | — Papa Francisco sobre a tomada de Cabul. |   |

A Igreja Católica afegã reagiu com preocupação à retirada das tropas americanas no país. A capela da embaixada italiana, a única igreja católica do país, já estava fechada há meses devido à pandemia de COVID-19, e agora deve assim permanecer com o fechamento da mesma. Ainda assim, a comunidade católica afirmou não irá embora a menos que seja "obrigada" e que sua missão no território do país começou muito antes de as tropas americanas chegarem ao Afeganistão. A "brecha" que as ONGs esperam, incluindo as católicas, é a possível intenção do Talibã pedir e aceitar a ajuda de todos para reconstruir o Afeganistão. Na entrevista dada à Catholic News Agency, os missionários afirmaram que isso seria um "sinal de esperança". O padre Giovani Scalese, responsável pela Missão sui iuris do Afeganistão clamou em entrevista à Vatican News: "Rezem, rezem, rezem pelo Afeganistão".
Os efeitos da ofensiva foram sentidos rapidamente no país; em poucos dias diversas embaixadas foram evacuadas, a exemplo de Estados Unidos, Dinamarca, Noruega, Suíça e Canadá. A Igreja também teve de fechar diversas instituições com a instauração do caos na capital. As Missionárias da Caridade e os jesuítas tiveram de deixar o país. A Caritas Italiana, que tem projetos de ação social no Afeganistão também anunciou a suspensão de suas atividades por lá. No geral, a mesma paralisação ocorreu em todas as atividades humanitárias do país. A escola para crianças com deficiência intelectual, Pro-Children Kabul, dirigida pelo padre italiano Matteo Sanavio, também teve de suspender suas atividades por tempo indeterminado. A escola já havia passado o ano de 2020 em dificuldades devido ao fechamento durante a pandemia de COVID-19.
| “ | Infelizmente, as notícias provenientes do Afeganistão e especialmente de Cabul são muito negativas. A cidade está no caos e praticamente só estão ocorrendo repatriações. Portanto, todas as atividades caritativas que estavam sendo desenvolvidas estão agora temporariamente suspensas. Esperamos que, depois deste momento inicial de crise, no qual só estamos vendo escuridão, se abra algum vislumbre de luz e possamos retomar as nossas atividades, que se concentram nas crianças deficientes justamente na cidade de Cabul. | ” |
|   | — Padre Matteo Sanavio, diretor da escola Pro-Children Kabul, no Afeganistão. |   |

O sacerdote camiliano Mushtaq Anjum, do Paquistão, declarou à UCA News que a conquista de Cabul "trará muitas consequências para a Igreja no Paquistão", pois o retorno do Talibã poderá aumentar a intolerância para com as minorias religiosas no Paquistão e encorajar as forças fundamentalistas paquistanesas. Enquanto isso, o padre Bonnie Mendes, antigo secretário executivo da Comissão Nacional de Justiça e Paz da Conferência Episcopal do Paquistão, disse que o que está acontecendo no Afeganistão não deve mudar a situação da Igreja Católica paquistanesa, que sempre esteve na mira dos muçulmanos por ser considerada "pró-ocidental".

## Organização territorial

A Missão sui iuris do Afeganistão cobre todo o território do país

Em 16 de maio de 2002, o Papa São João Paulo II estabeleceu a Missão sui iuris do Afeganistão, com o padre Giuseppe Moretti como seu primeiro superior e responsável, o qual liderou a missão até 4 de novembro de 2014, e foi substituído por Giovanni Scalese. A única igreja católica (e cristã) de todo o país é a Capela Nossa Senhora da Divina Providência, que fica localizada na Embaixada da Itália em Cabul, e que atualmente está fechada com a desestabilidade política do país após a tomada do território afegão pelo Talibã em 2021. Ainda antes, a capela não era acessível ao público geral, mas apenas aos estrangeiros residentes no Afeganistão.